# Isla Rusnė
La Isla Rusne (en lituano: Rusnės sala) es el nombre de la única isla grande en Lituania, situada en el Parque regional del Delta del Nemunas. Su localidad más grande recibe el mismo nombre, Rusnės. Tiene alrededor de 2500 habitantes y 45 km² de superficie. Administrativamente forma parte del Municipio Distrital de Šilutė, una de las 60 divisiones político administrativas de Lituania. Rusnė fue mencionada por primera vez en las fuentes históricas en el siglo XIV. En 1419 se construyó la primera iglesia en Rusnė, y en 1553 se estableció una escuela parroquial lituana. En 1863 se inauguró la sinagoga local. En 1946 Rusnė recibió derechos municipales, y en 1967 toda la Isla de Rusnė recibió este régimen. Algunas partes de la ciudad de Rusnė se encuentran por debajo del nivel del mar y son las más bajas en Lituania.

## Enlaces externos

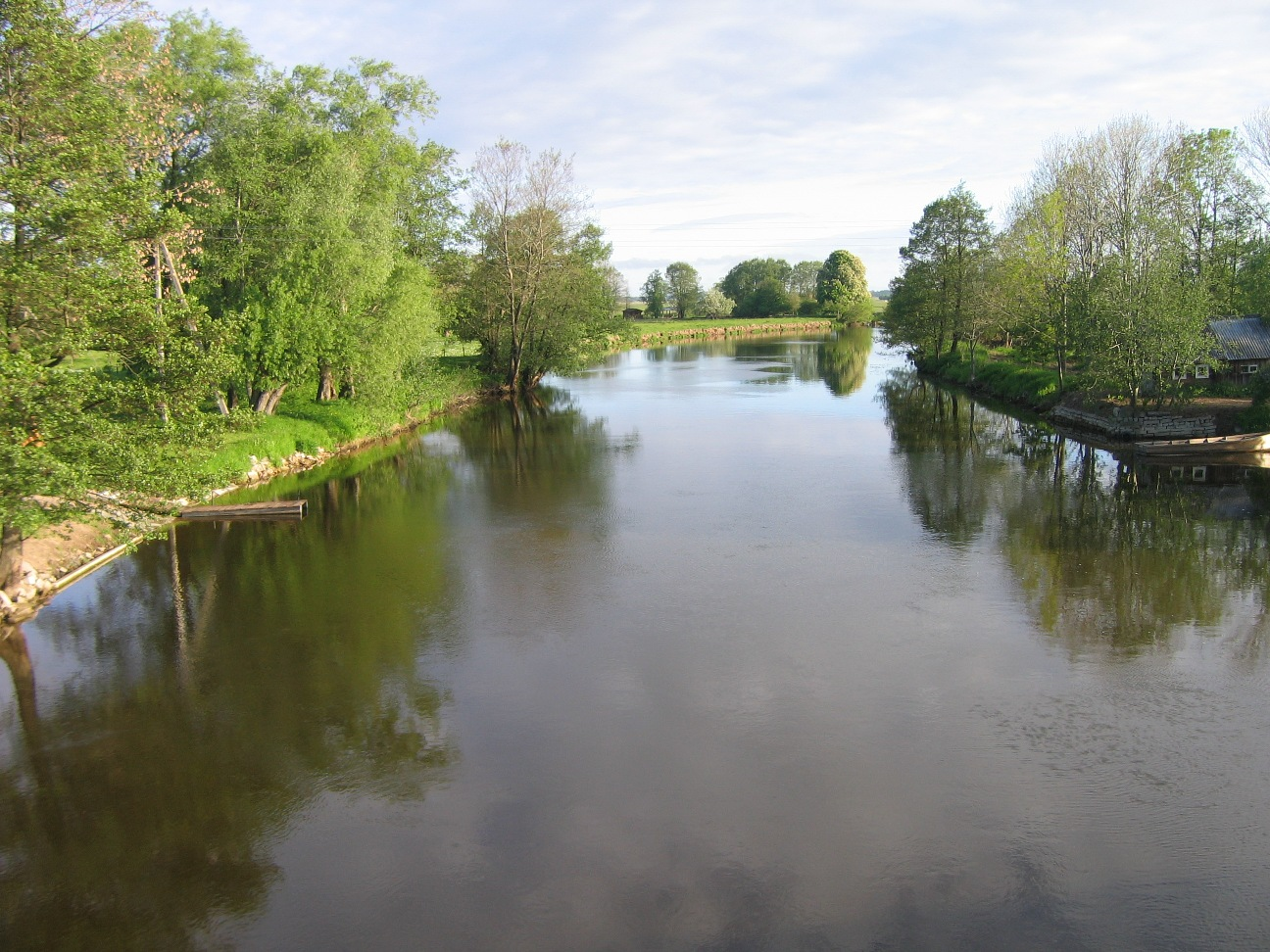
Río Pakalne, isla Runes